# Lirainosaurus astibiae
Il lirainosauro (Lirainosaurus astibiae) è un dinosauro erbivoro appartenente ai sauropodi. Visse nel Cretaceo superiore (Campaniano/Maastrichtiano, circa 71 milioni di anni fa) e i suoi resti fossili sono stati ritrovati in Spagna settentrionale. È considerato uno dei sauropodi dalla costituzione più leggera.

## Descrizione
Questo dinosauro è noto per i resti sparsi di alcuni esemplari, sia giovani che adulti, che comprendono frammenti di cranio, denti a forma di matita, vertebre caudali e dorsali, una scapola, un coracoide, parte dello sterno, parte delle zampe posteriori e anteriori, frammenti di un bacino e due placche ossee (osteodermi). L'aspetto di questo animale doveva essere piuttosto snello per un sauropode, e le zampe erano insolitamente slanciate. La lunghezza non doveva superare i 10 metri, mentre il corpo era protetto da una corazza di piccole placche ossee immerse nella pelle, come in numerosi titanosauri (ad esempio Saltasaurus).

## Classificazione
Lirainosaurus è stato descritto per la prima volta nel 1999, ed è stato attribuito ai titanosauri, un gruppo di sauropodi molto numeroso e diffuso nel Cretaceo in gran parte del mondo. In particolare, sembra che Lirainosaurus fosse un titanosauro relativamente primitivo, forse vicino all'origine della famiglia dei saltasauridi, che comprende i titanosauri più evoluti. Tra gli altri sauropodi noti in Europa occidentale nel Cretaceo superiore, da ricordare il massiccio Ampelosaurus e il poco conosciuto Hypselosaurus.

## Significato del nome
Il nome Lirainosaurus deriva da una parola in lingua basca, lirain, che significa "snello" (con riferimento all'insolita struttura snella delle ossa delle zampe). L'epiteto specifico, astibiae, è in onore di Humberto Astibia, capogruppo dei ricercatori che scavarono il sito dove sono stati ritrovati i fossili.